# Тоффи и горилла
Тоффи и горилла (ивр. טופי והגורילה‎) — телевизионная передача, представляющая собой пародию на детские образовательные и развлекательные телепрограммы, в которых взрослый ведущий в доступной форме учит кукольных персонажей, ведущих себя, как дети. Передача выходила на израильском сатирико-юмористическом кабельном канале «Бип» (ивр. ביפ‎). Передача привлекла к себе внимание за пределами Израиля одним из сюжетов, выложенном в файлообменные сети и посвящённом распятию Христа.

## Сюжет и ведущие
Короткие (2-3 минуты) сюжеты из серии «Тоффи и горилла» с начала 2007 года размещались на израильском сайте Flix. Эти сюжеты были стилизованы под передачи раннего периода телевещания и размещались под видом записей старых телепрограмм; в отдельных эпизодах ведущие изображают известных деятелей израильской и мировой истории: Йонатана Нетаньяху и Иди Амина, Моше Даяна и других. 
Осенью 2007 года было сообщено о том, что сериал будет выходить в телевизионном формате. Права на программу приобрёл развлекательный кабельный канал «Бип». Канал «Бип» (вначале как молодёжный, а затем как юмористический) демонстрировался компанией израильского кабельного телевидения HOT начиная с 2000 года. Одним из основных авторов канала являлся Рои Арад (англ. Roy Arad) — автор идеи и один из сценаристов передачи «Тоффи и горилла». Канал существовал до 2010 года, а после снятия с производства был перенесён в Интернет в виде развлекательного портала, на котором размещены записи юмористических и сатирических передач, в том числе «Тоффи и горилла».
В передаче «Тоффи и горилла» два основных ведущих: девушка Тоффи — Ириска (актриса и модель Шахар Розенцвейг), обычно появляющаяся в купальнике-бикини, и плюшевая горилла Шуки (кукловод Ари Пеппер). В отдельных выпусках также действовали другие куклы-персонажи и приглашённые знаменитости (в их числе член кнессета от коммунистического блока ХАДАШ Дов Ханин, поэт Ронни Сомек, музыканты Шай Нобельман и Рам Орион).
Стандартный телевизионный выпуск, в отличие от сюжетов, размещавшихся в Интернете, продолжается 15 минут. Сюжет выпуска обычно посвящён некой центральной теме; среди тем фигурировали деньги, телевизионный рейтинг, феминизм, экология, США. Наиболее острые сатирические выпады направлены против империализма, милитаризма, сексистских и националистических клише.

## Общественная реакция
Передача привлекла к себе некоторое внимание в израильских средствах массовой информации. Положительного отзыва она удостоилась на новостном портале YNet, курируемом центральной газетой «Едиот Ахронот», в тель-авивской газете «Ха-Ир» её создателю Рои Араду было предоставлено место для подробного рассказа о ней, фотография ведущих была размещена на титульной странице молодёжного приложения к газете «Маарив».
За пределами Израиля внимание привлёк в первую очередь ролик из числа размещённых на портале Flix в марте 2007 года. Сюжет включает краткий разговор между Тоффи и Шуки о христианстве, в ходе которого горилла выражает желание ассимилироваться и  Тоффи заявляет, что в этом случае он должен исполнить роль Христа. Сюжет завершается сценой, в которой Тоффи распинает Шуки, а затем убивает его ударом молотка. Сюжет, выложенный в международную файлообменную сеть YouTube в сентябре 2010 года, попал в поле внимания широкой публики только накануне Пасхи 2011 года и вызвал негодующую реакцию со стороны ряда СМИ и общественных деятелей. Среди деятелей, выступивших по этому поводу, были американский политик-антисионист Дэвид Дюк, использовавший видео для атаки на «антихристианский Израиль», и диакон РПЦ, публицист Андрей Кураев, сообщивший в своём блоге, что сюжет транслировался на израильском телевидении. В эфире «Эха Москвы» с критикой сюжета выступил телеведущий Максим Шевченко, заявивший, что такой юмор может вызвать подъём антисемитизма.